# Crisia cylindrica
Crisia cylindrica är en mossdjursart som beskrevs av Busk 1886. Crisia cylindrica ingår i släktet Crisia och familjen Crisiidae. Inga underarter finns listade i Catalogue of Life.